# Mesocyclops paranaensis
Mesocyclops paranaensis – gatunek widłonoga z rodziny Cyclopidae. Opisali go w 1986 roku biolodzy Bernard Dussart z Francji i Santa Margarita Frutos z Argentyny. Gatunek ten występuje w Argentynie, Paragwaju, Brazylii i Kolumbii.